# Alfredo Grandi
Alfredo Grandi, noto anche con lo pseudonimo di Garzia Fioresi (Vigevano, 3 giugno 1888 – Bologna, 29 marzo 1968), è stato un pittore italiano. Appartiene a quel gruppo di pittori paesaggisti dell’inizio del 900 della "Scuola bolognese di pittura", come Luigi e Flavio Bertelli, Antonino Sartini, Giovanni Secchi, Guglielmo Pizzirani, Alessandro Scorzoni e Gino Marzocchi, che hanno dipinto i paesaggi emiliano-romagnoli, riproducendone le bellezze e testimoniandone, con il pennello, i cambiamenti nel tempo.

## Biografia
Appassionato di letteratura e filosofia, soffrì più volte nel corso della sua vita periodi di depressione che influenzarono le tematiche dei suoi lavori nell'ultima parte della sua vita, dipingendo dagli anni trenta del XX secolo una serie di autoritratti nei quali esprime il proprio equilibrio personale. La progressiva perdita di interesse nell'esporre le proprie opere, sentendosi sempre più obbligato da impegni esterni e necessità economiche che non spinto da un'esigenza artistica, lo portò alla decisione di abbandonare la ricerca di nuove tematiche per limitarsi a rivisitare le opere già eseguite negli ultimi anni di vita. Con la morte della moglie Paola, nel 1957, diradò ulteriormente la sua vena pittorica, dedicandosi alla poesia e alla scrittura di massime e aforismi, riuniti nel volume Permestessiana pubblicato postumo.
È stato il pittore bolognese che ha più esposto alla Biennale di Venezia (nel 1912, nel 1914 e ininterrottamente dal 1920 al 1930).